# Alan Dean Foster

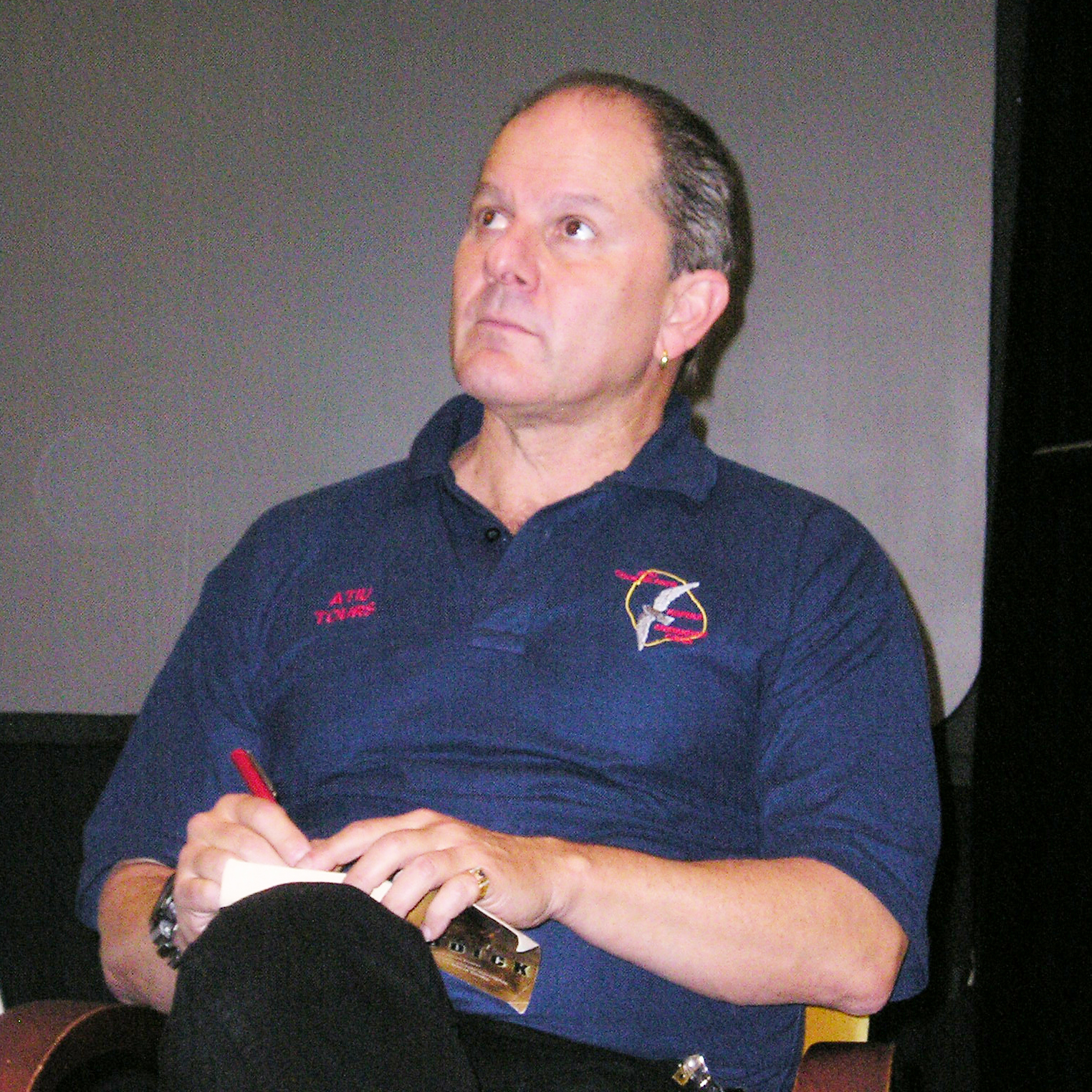
Alan Dean Foster

Alan Dean Foster (18 de noviembre de 1946) es un autor estadounidense de fantasía y ciencia ficción. 
Está graduado en Ciencias políticas y tiene un máster en Bellas artes por la Universidad de California, Los Ángeles. Actualmente reside en Prescott (Arizona) con su esposa, conocida por sus novelizaciones y guiones de cine.
Entre las novelizaciones más destacadas que escribió se encuentran las novelas de todas las películas de la saga Alien, la primera película de Terminator y el episodio IV de Star Wars, una nueva esperanza.